# 24304 Ліннрайс
24304 Ліннрайс (24304 Lynnrice) — астероїд головного поясу, відкритий 16 грудня 1999 року.
Тіссеранів параметр щодо Юпітера — 3,553.